# Chelsea Newton
Marie Chelsea Newton (ur. 17 lutego 1983 w Monroe) – amerykańska koszykarka występująca na pozycji rzucającej, po zakończeniu kariery zawodniczej trenerka koszykarska, obecnie asystentka trenera zespołu akademickiego Georgia Bulldogs.
W sezonie 2006/07 pełniła funkcję dyrektora do spraw rozwoju zawodników na swojej byłej uczelni Rutgers.

## Osiągnięcia
Stan na 25 czerwca 2017, na podstawie, o ile nie zaznaczono inaczej.

### NCAA
- Uczestniczka rozgrywek:
  - Elite Eight turnieju NCAA (2005)
  - II rundy turnieju NCAA (2003, 2005)
  - turnieju NCAA (2003–2005)
- Mistrzyni sezonu regularnego konferencji Big East (2005)
- Defensywna zawodniczka roku Big East (2005)
- Zaliczona do:
  - I składu All-Met (2005)
  - III składu Big East (2005)

### WNBA
- Mistrzyni WNBA (2005)
- Zaliczona do:
  - I składu debiutantek WNBA (2005)
  - II składu defensywnego WNBA (2007)

Inne
- Wicemistrzyni Polski (2006)
- Finalistka pucharu Polski (2006)
- Uczestniczka rozgrywek Euroligi (2005/06)

Trenerskie
(jako asystentka trenera)
- Mistrzostwo turnieju Women's National Invitation Tournament (WNIT – 2014)
- Uczestniczka:
  - II rundy turnieju NCAA (2011, 2015)
  - turnieju NCAA (2011, 2012, 2015, 2016)